# 갓 블레스 아메리카
《갓 블레스 아메리카》(영어: God Bless America)는 2012년에 공개된 미국의 액션 블랙 코미디 영화이다. 조엘 머리와 태라 린 바 등이 출연하였다.
미국에서 2012년 4월 6일에 개봉하였다.

## 출연
- 조엘 머리
- 태라 린 바
- 매켄지 스미스
- 리건 번스
- 매디 해슨
- 제프 피어슨
- 래리 밀러
- 데이비드 멘던홀
- 트래비스 웨스터
- 토비 허스
- 모 개프니
- 커크 보빌
- 브라이스 존슨